# Car Iwan Groźny (film)
Car Iwan Groźny (ros. Царь Иван Васильевич Грозный / Car´ Iwan Wasiljewicz Groznyj) – rosyjski czarno-biały niemy film historyczny z 1915 roku w reżyserii Aleksandra Iwanow-Gaja dotyczący postaci cara Iwana IV Groźnego. Rolę tytułową zagrał śpiewak rosyjski Fiodor Szalapin. Film oparty na utworze Lwa Meja pt. Pskowitanka, a także na motywach opery Pskowianka Nikołaja Rimskiego-Korsakowa. Kinowy debiut Fiodora Szalapina, Borisa Suszkiewicza, Michaiła Żarow i Ryszarda Bolesławskiego.

## Obsada
- Fiodor Szalapin jako Iwan IV Groźny
- Boris Suszkiewicz jako Maluta Skuratow
- Michaił Żarow jako żołnierz
- Ryszard Bolesławski